# Abdelaziz Guerda
Abdelaziz Guerda, né le 2 décembre 1946 à la Casbah d'Alger, est un acteur algérien.

## Filmographie

### Théâtre
- 2005 : Slimane El Louk[1]
- 2010 : Super Miiir

### Cinéma
- 1982 : Hassan Taxi de Mohamed Slim Riad
- 1993 : L'Honneur de la tribu de Mahmoud Zemmouri : Messaoud, le cafetier
- 2007 : Morituri
- 2015 : Le Marin[2]
- 2015 : Serkadji, Barberousse

### Télévision
- 2004-2006 : Ness Mlah City : Chaque épisode avec un nouveau rôle
- 2006 : Azraa Yenbet
- 2006 : Binatna
- 2007 : Rendez-vous avec le destin
- 2009 : Bin El Bareh Ouel Youm[3]
- 2013 : Dar El Bahdja
- 2015 : Sultan Achour 10